# Blechnum moluccanum
Blechnum moluccanum là một loài dương xỉ trong họ Blechnaceae. Loài này được Desv. mô tả khoa học đầu tiên năm 1811.
Danh pháp khoa học của loài này chưa được làm sáng tỏ. 